# Allium rhodiacum
Allium rhodiacum — вид рослин з родини амарилісових (Amaryllidaceae); ендемік о. Родос, Греція.

## Опис
Цибулина яйцювато-субкуляста, 8–12 × 7–12 мм. Листків 4, ниткоподібні, гладкі, яскраво-зелені, 6–22 см завдовжки і 0.5–1.3 мм завширшки, ребристі, напівциліндричні. Стеблина поодинока, має висоту 15–25 см, гладка, ≈ 1 мм у діаметрі. Суцвіття нещільне, 12–20-квіткове; квітконіжки неоднакові. Оцвітина глекоподібна, 6–7 мм завдовжки; листочки оцвітини біло-рожеві, зовнішні ланцетні, внутрішні зворотно-ланцетні, серединні жилки пурпурні. Пиляки жовтуваті. Коробочка трикутно-субкуляста, 4 × 4 мм. Насіння чорне. 2n=16

## Поширення
Ендемік острова Родос, Греція.
Росте на надвисоких відслоненнях внутрішньої частини Родосу. Досить поширений на ефемерних луках.